# Bermonville
Bermonville est une ancienne commune française située dans le département de la Seine-Maritime, en Normandie.
À la suite de la fusion le 1er janvier 2017 des communes d'Auzouville-Auberbosc, Bennetot, Bermonville, Fauville-en-Caux, Ricarville, Saint-Pierre-Lavis et Sainte-Marguerite-sur-Fauville, ces villages forment désormais la commune nouvelle de Terres-de-Caux.

## Géographie

### Localisation
Bermonville est un village du pays de Caux situé approximativement à mi-distance du Havre et de Rouen (une quarantaine de kilomètres), au croisement de la D 926 et de la D 29. Le péage de l'autoroute A29 est tout proche du village.

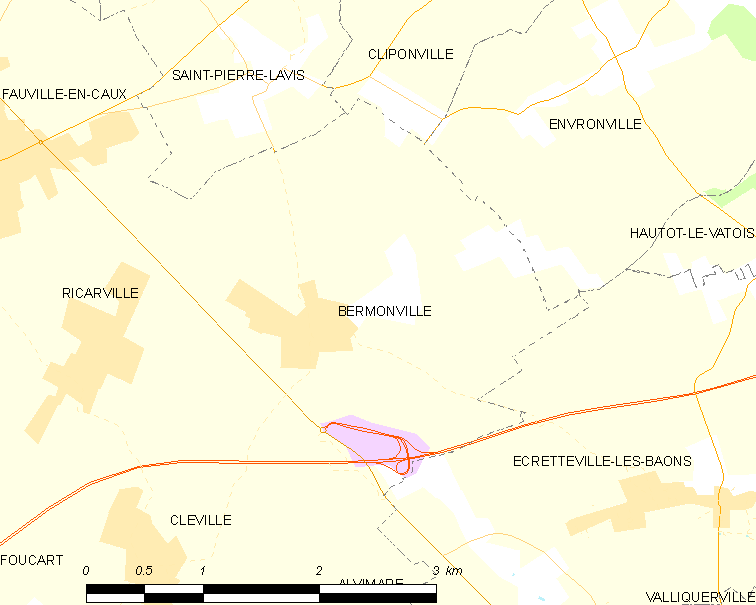
Carte de la commune déléguée.
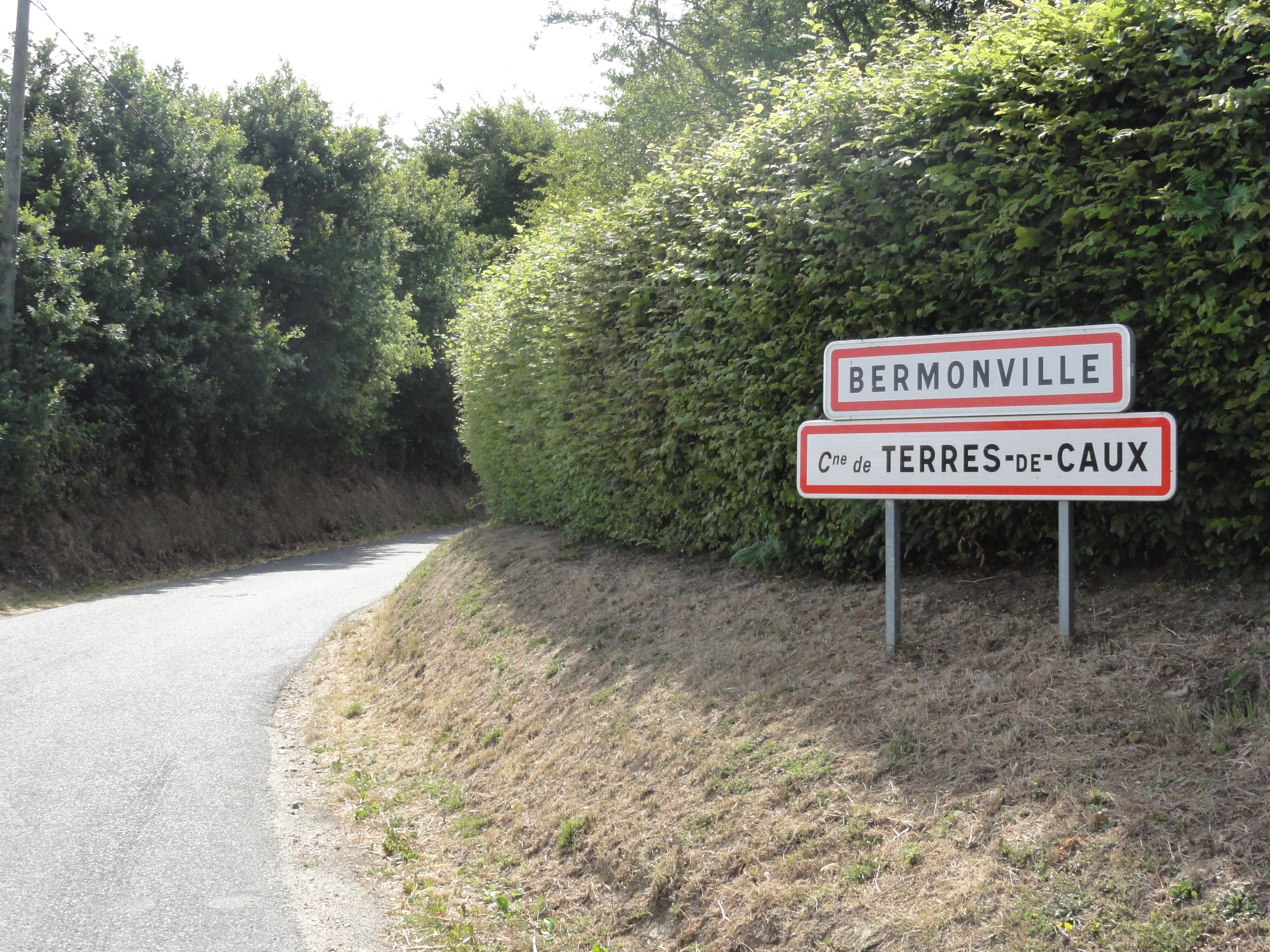
Entrée de Bermonville.
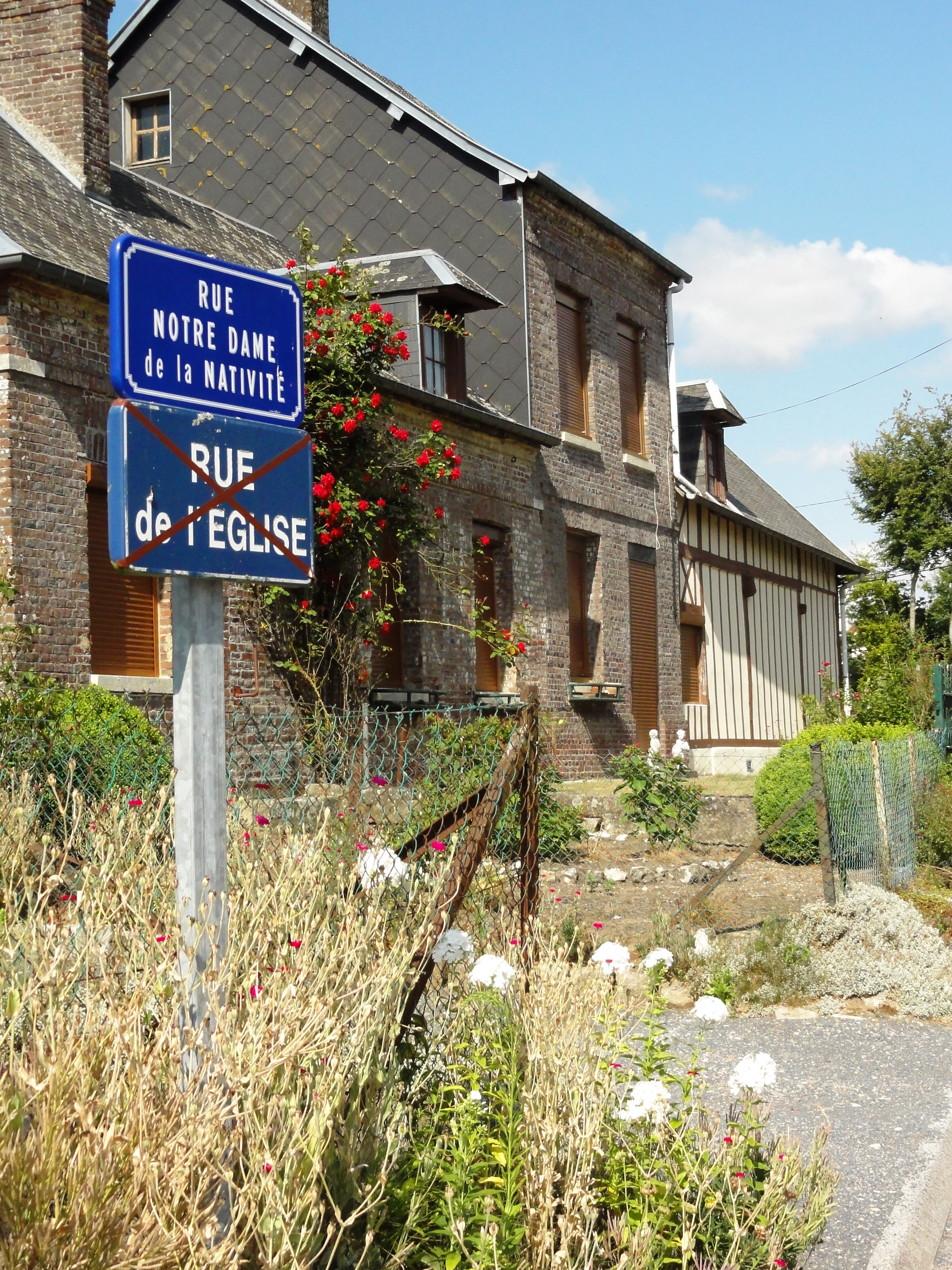
Renommage de la rue de l'église en rue Notre-Dame-de-la-Nativité, nécessité par la formation de la commune nouvelle.

## Toponymie
Le nom de la localité est attesté sous la forme Bermonvilla entre 1236 et 1244.

## Histoire
Au XIIe siècle, Thomas Bourdoul, seigneur de Bermonville, donne le patronage de l'église aux moines du Bec-Hellouin, qui reconstruisent le chœur, vers 1300, avec « magnificence ». Au XVIe siècle, le château fort et sa motte féodale sont remplacés par une « gentilhommière ». Les derniers seigneurs de Bermonville furent des parlementaires rouennais, les Rouen de Bermonville et les Caillot de Bermonville.

## Politique et administration
| Période                                  | Période    | Identité                    | Étiquette | Qualité           |
| ---------------------------------------- | ---------- | --------------------------- | --------- | ----------------- |
| Les données manquantes sont à compléter. |            |                             |           |                   |
| 1815                                     |            | Lemercier                   |           |                   |
| 1844                                     |            | Lemercier                   |           |                   |
| 1886                                     |            | Jouette                     |           |                   |
| 1902                                     | 1906       | Lucas                       |           |                   |
| 1923                                     | 1934       | Bréant                      |           |                   |
| avant 1981                               | mars 2008  | Philippe Lambert            |           | Retraité agricole |
| mars 2008                                | -mars 2014 | Pierre Lecarpentier         |           |                   |
| mars 2014                                | mai 2020   | Daniel Dru                  |           | Retraité Agricole |
| mai 2020                                 | En cours   | Sophie Cousin Maire délégué |           |                   |

## Démographie
L'évolution du nombre d'habitants est connue à travers les recensements de la population effectués dans la commune depuis 1793. Pour les communes de moins de 10 000 habitants, une enquête de recensement portant sur toute la population est réalisée tous les cinq ans, les populations de référence des années intermédiaires étant quant à elles estimées par interpolation ou extrapolation. Pour la commune, le premier recensement exhaustif entrant dans le cadre du nouveau dispositif a été réalisé en 2008.

En 2014, la commune comptait 483 habitants, en évolution de +2,99 % par rapport à 2008 (Seine-Maritime : +0,35 %, France hors Mayotte : +2,11 %).
| 1793 | 1800 | 1806 | 1821 | 1831 | 1836 | 1841 | 1846 | 1851 |
| ---- | ---- | ---- | ---- | ---- | ---- | ---- | ---- | ---- |
| 608  | 654  | 668  | 676  | 736  | 764  | 732  | 722  | 711  |

| 1856 | 1861 | 1866 | 1872 | 1876 | 1881 | 1886 | 1891 | 1896 |
| ---- | ---- | ---- | ---- | ---- | ---- | ---- | ---- | ---- |
| 690  | 706  | 741  | 730  | 680  | 575  | 535  | 556  | 528  |

| 1901 | 1906 | 1911 | 1921 | 1926 | 1931 | 1936 | 1946 | 1954 |
| ---- | ---- | ---- | ---- | ---- | ---- | ---- | ---- | ---- |
| 512  | 484  | 458  | 378  | 405  | 426  | 393  | 386  | 369  |

| 1962 | 1968 | 1975 | 1982 | 1990 | 1999 | 2006 | 2008 | 2013 |
| ---- | ---- | ---- | ---- | ---- | ---- | ---- | ---- | ---- |
| 368  | 368  | 314  | 307  | 314  | 371  | 446  | 469  | 490  |

| 2014 | - | - | - | - | - | - | - | - |
| ---- | - | - | - | - | - | - | - | - |
| 483  | - | - | - | - | - | - | - | - |

## Vie associative et sportive

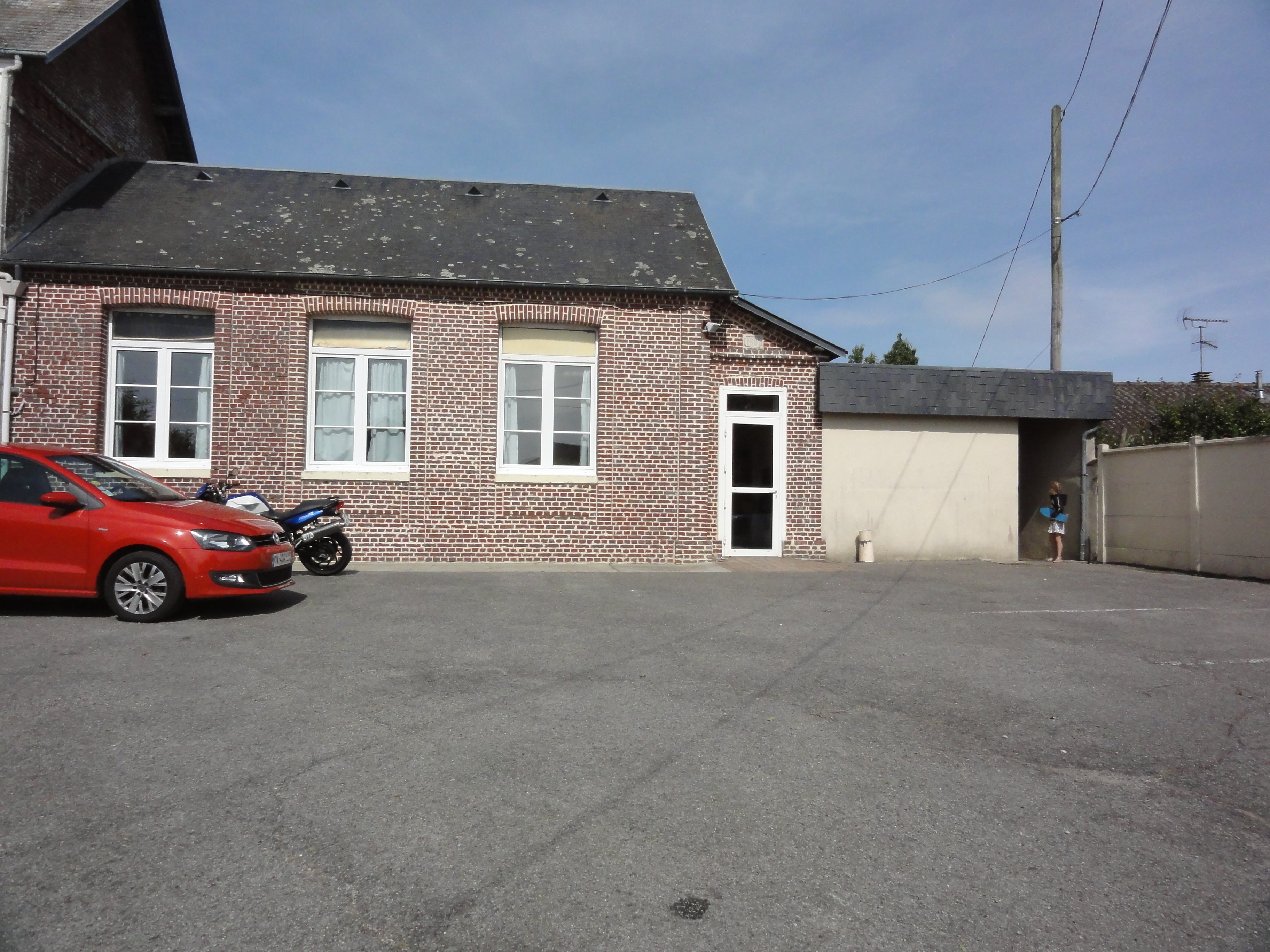
Salle polyvalente.
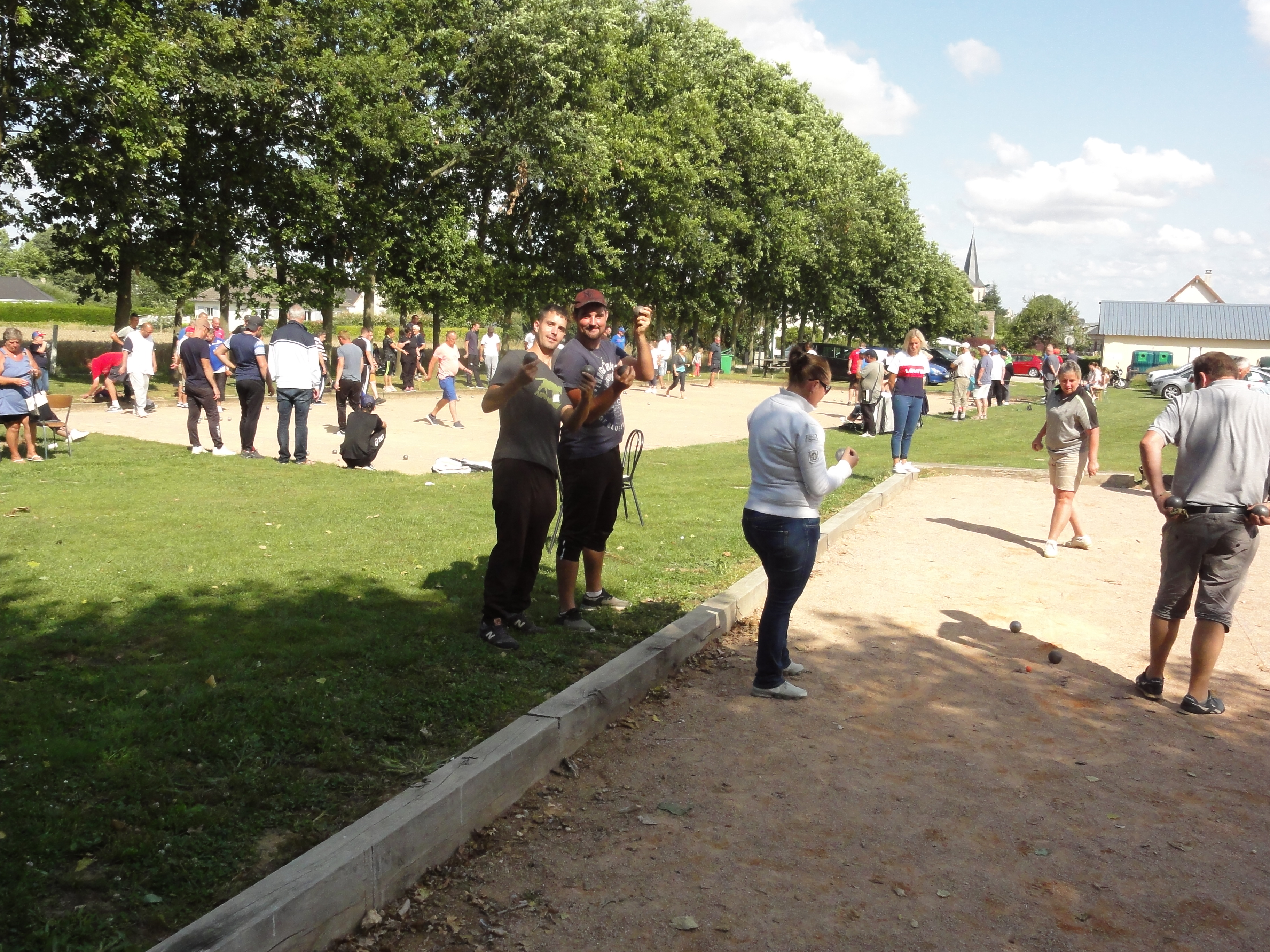
Club  de pétanque.

- Salle polyvalente.
- Un concours de pétanque,

## Culture locale et patrimoine

### Lieux et monuments
- L'église Notre-Dame-de-la-Nativité du XIIe siècle et son cimetière. Chœur transition XIIIe/XIVe siècles, remanié au XVe. Belles fenêtres ogivales. Clocher roman d'origine, remanié en 1867. Nef du XVIIe siècle, qui se termine par une façade récemment restaurée. Un autel en pierre du XIVe avec une fresque peinte à la même époque a été récemment mis au jour, lors du déplacement du maître-autel (fresque classée monument historique). Retable majeur du XVIIe. Lavabo à deux piscines, du XIIIe. Fonts baptismaux dont la cuve baptismale remonte aux alentours de 1310. Cette cuve a failli disparaître, abandonnée sous les intempéries, dans le cimetière, pendant plus de 50 ans, victime de l'ignorance. Sauvée en 1919, par la Commission départementale des antiquités, classée objet monument historique, elle a retrouvé sa place dans l'église. Les sculptures (abîmées) représentent un épisode de la vie de saint Martin, celle de la « sainte ampoule de Marmoutier » (à rapprocher des sculptures de la Vieux-Rue).
- Monument aux morts.
- Calvaire du la rue du Calvaire.

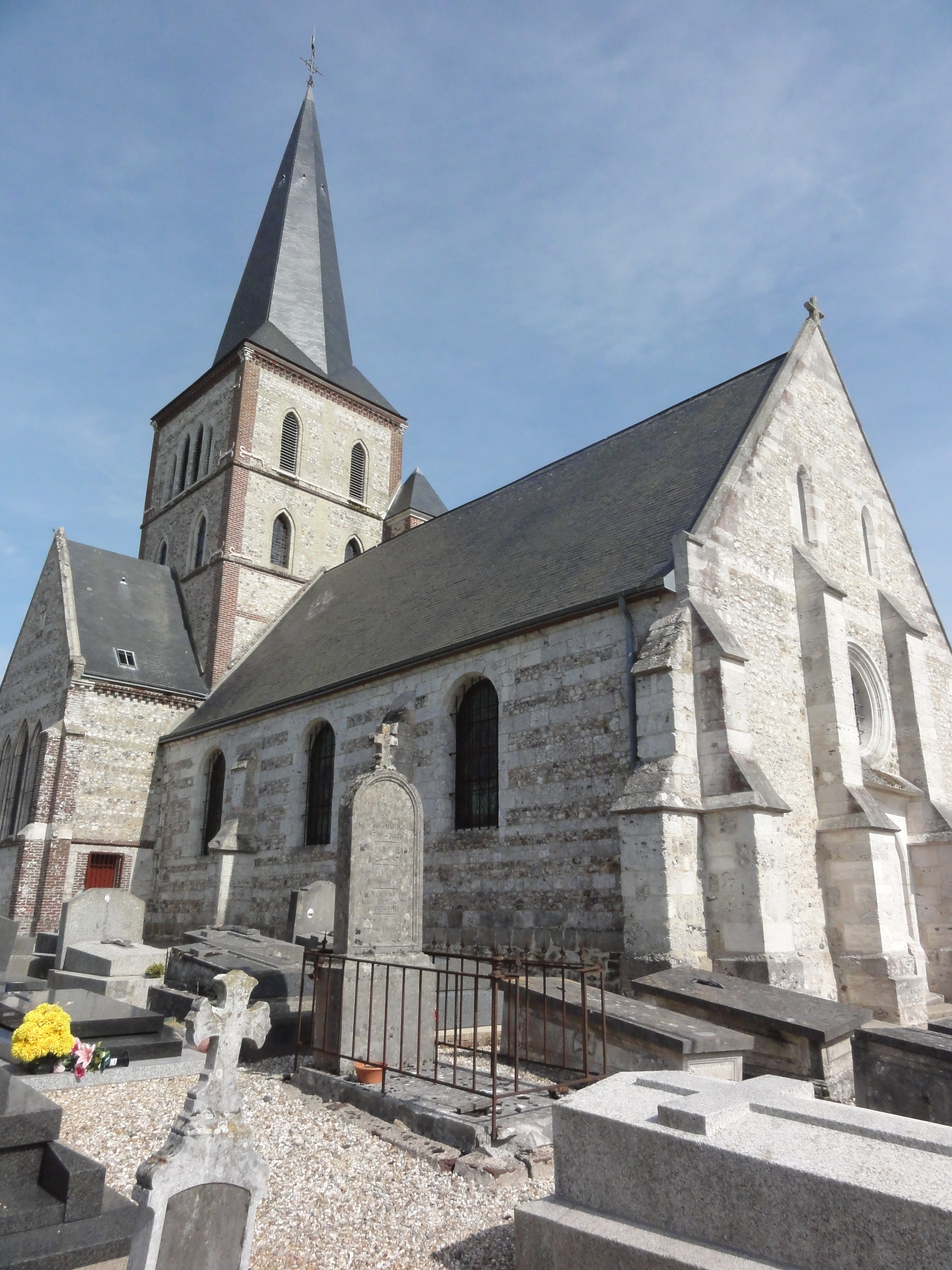
Église Notre-Dame-de-la-Nativité.
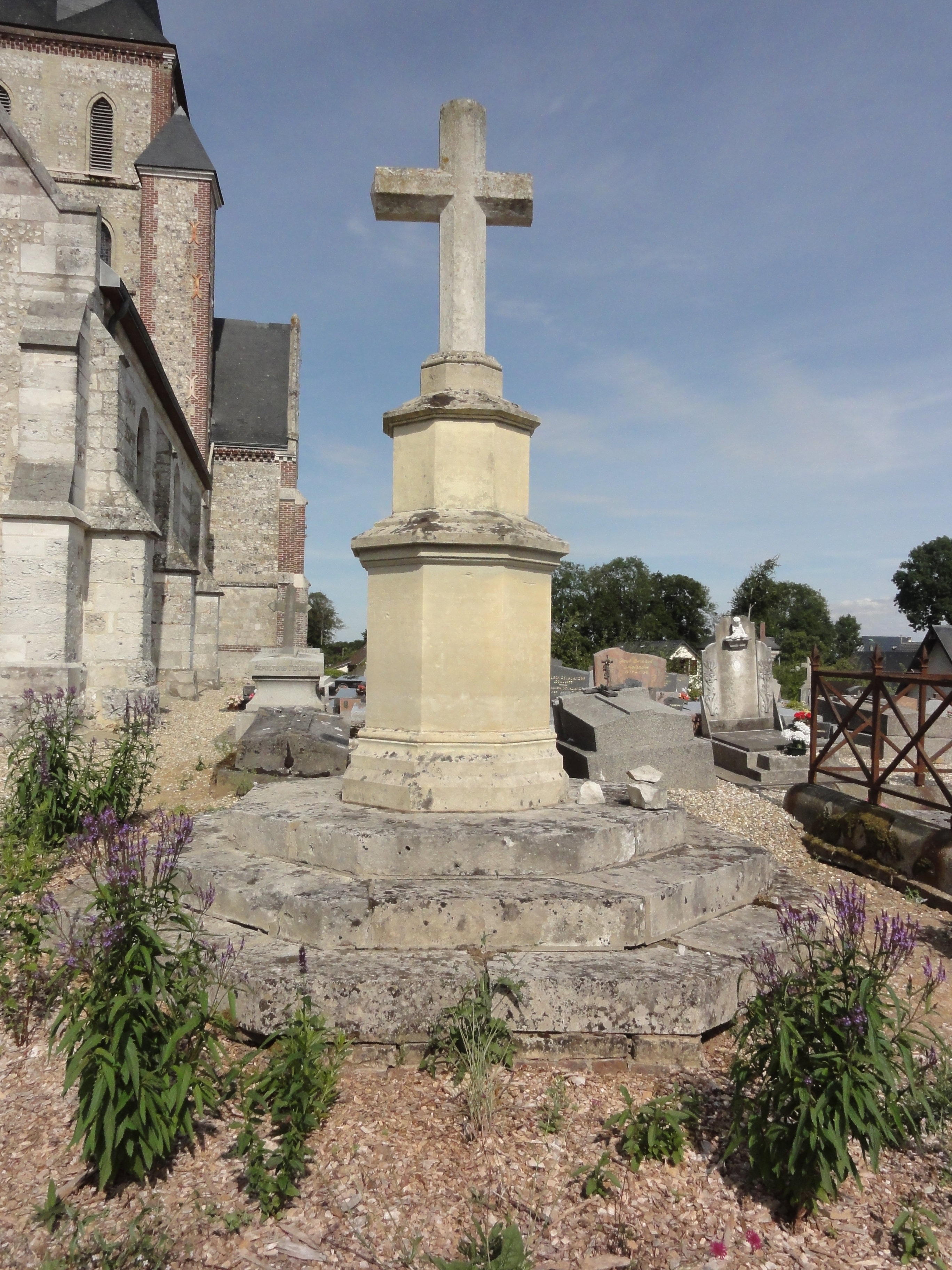
La croix du cimetière.
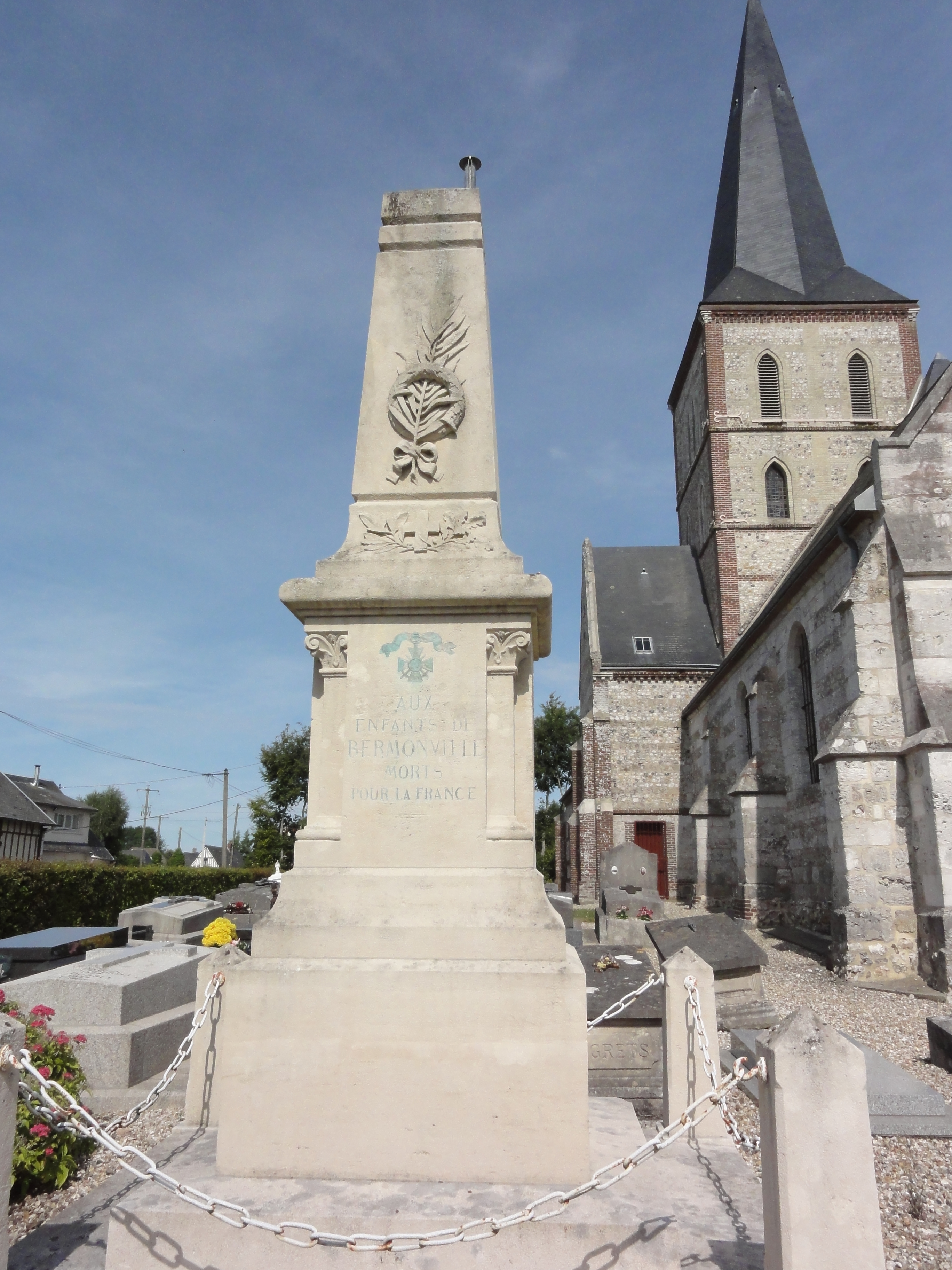
Le monument aux morts.
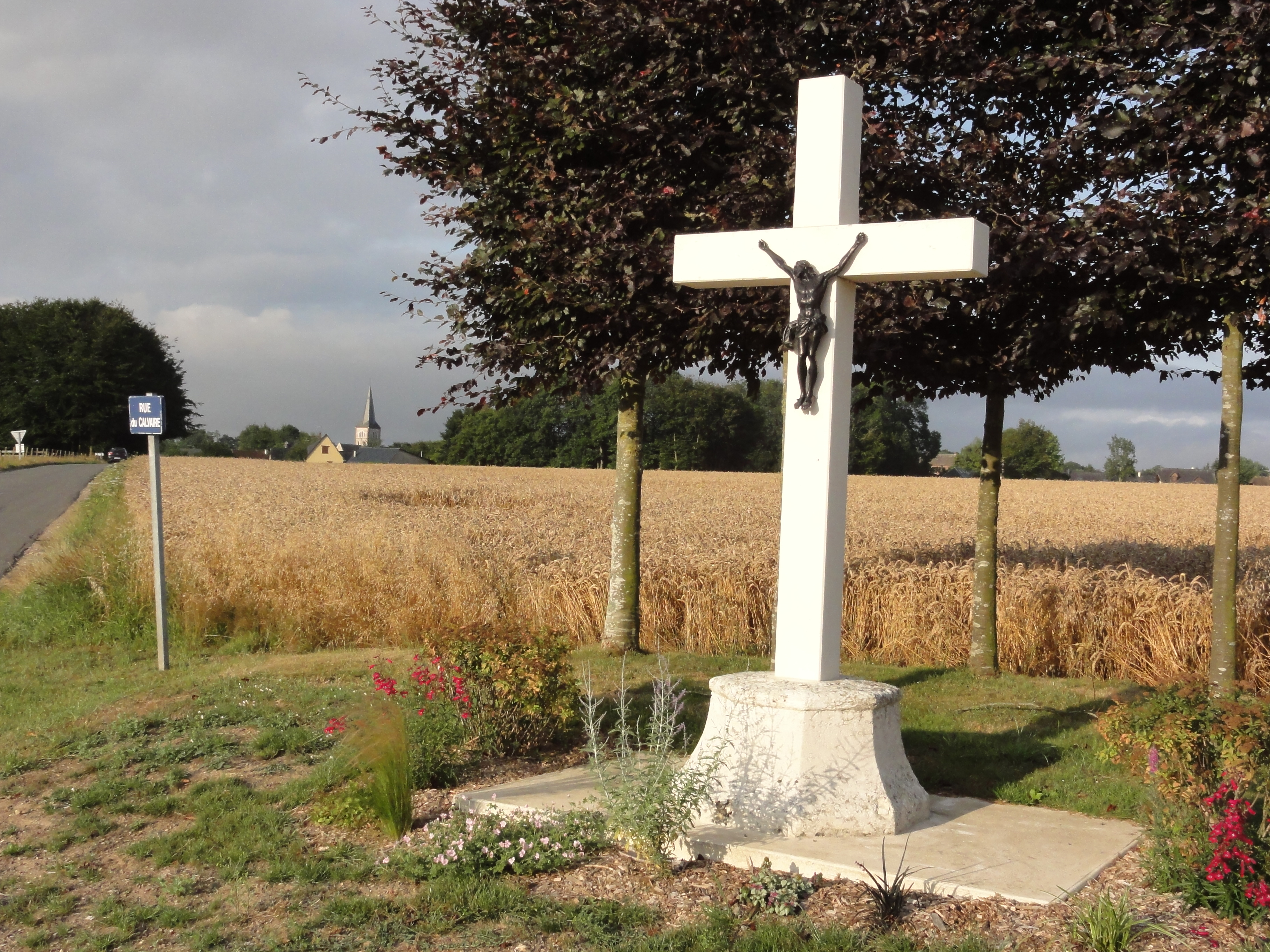
Calavaire du la rue du Calvaire.

### Héraldique
| Armes de Bermonville | Les armes de la commune de Bermonville se blasonnent ainsi : De sinople à la bande échiquetée d’argent et de gueules de deux tires, accompagnée en chef d’un lion léopardé d’argent et en pointe, d’une motte féodale du même, au chef d’or chargé d’une croisette d’azur accostée de deux molettes d’éperon du même. |